# Drenatge àcid de roques

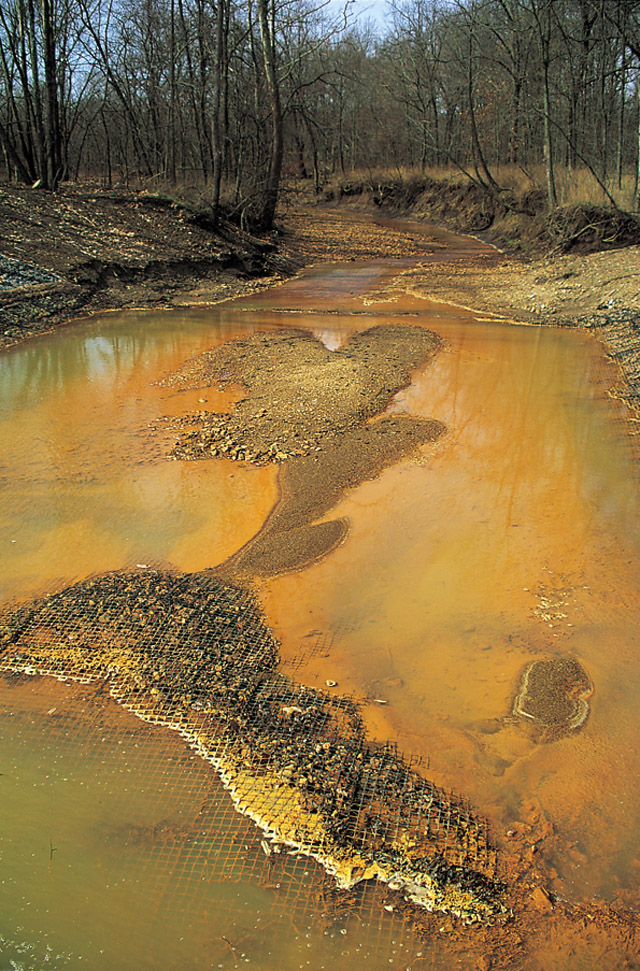
Riu amb aigua procedent del drenatge àcid d'una mina de carbó

El drenatge àcid de roques (ADR de l'anglès: acid rock drainage), drenatge àcid de mines o drenatge àcid metàl·lic (AMD, de l'anglès: acid and metalliferous drainage) és un terme utilitzat per a referir-se als fluxos d'aigua àcida produïda a partir de drenatges de mines. Generalment s'acostuma a donar en zones mineres on hi ha minerals rics en sofre, com ara sulfurs o també mines de carbó, ja que molts cops aquest carbó conté sofre.
Normalment les descàrregues àcides s'han generat en mines abandonades, sense uns plans de restauració adequats; en tots aquests casos se solia anomenar drenatge àcid de mines. El terme drenatge àcid de roques va ser utilitzat per primer cop a la dècada dels anys 1980 per a referir-se als altres casos on hi ha drenatge àcid en llocs sense activitat minera. Tant l'AMD com l'ARD presenten pH baix a conseqüència de l'oxidació de sulfurs. Actualment l'ARD és el nom més genèric. En els casos on hi ha dissolució de metalls o metal·loides en mines sense generar fluxos àcids, el terme que se sol utilitzar és el de drenatge de mines neutre o aigua influenciada per l'acció minera tot i que aquests termes no solen ser acceptats en publicacions científiques.

## Zones o llocs on s'origina

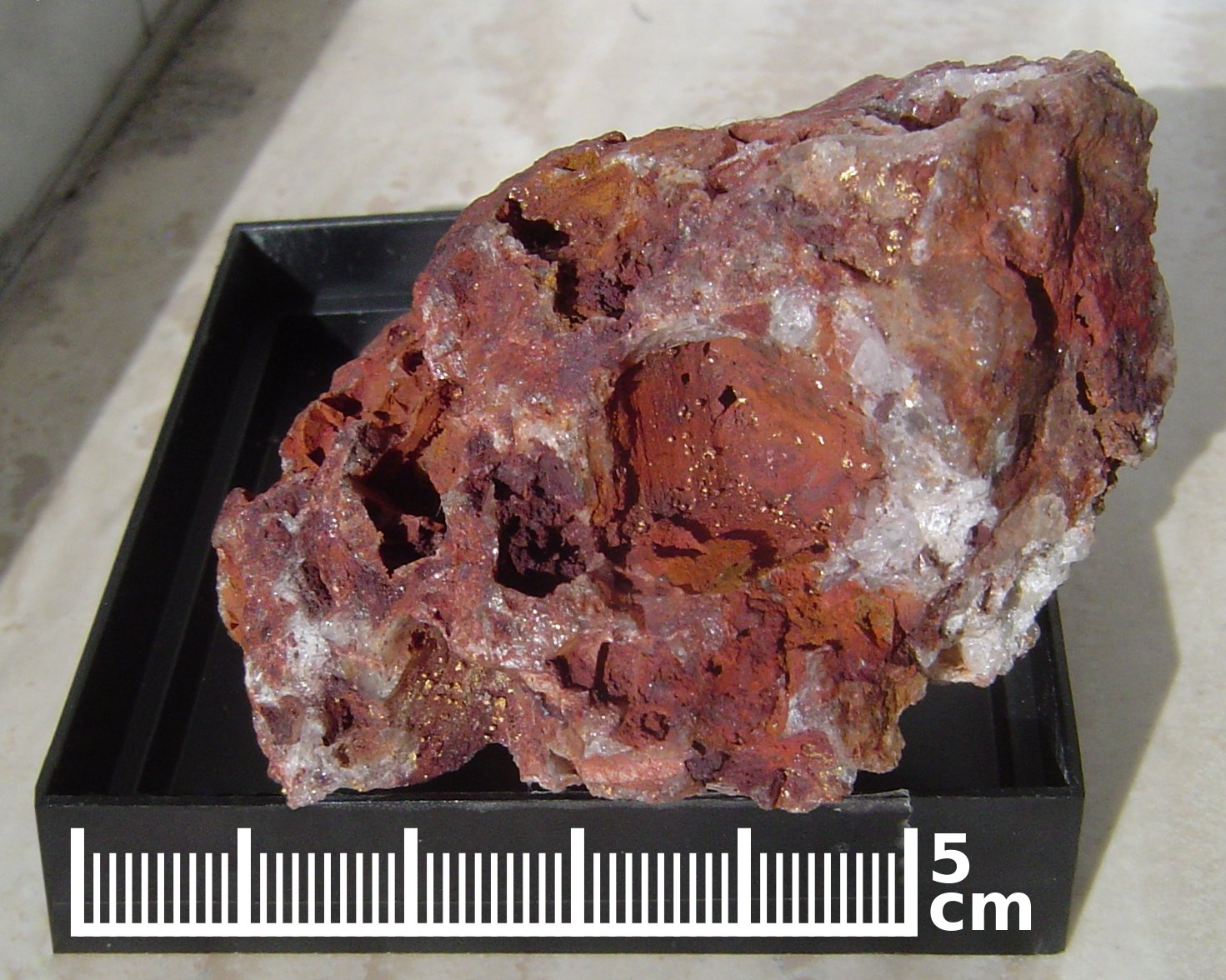
Roca amb vacúols cúbics a conseqüència de la dissolució de la pirita

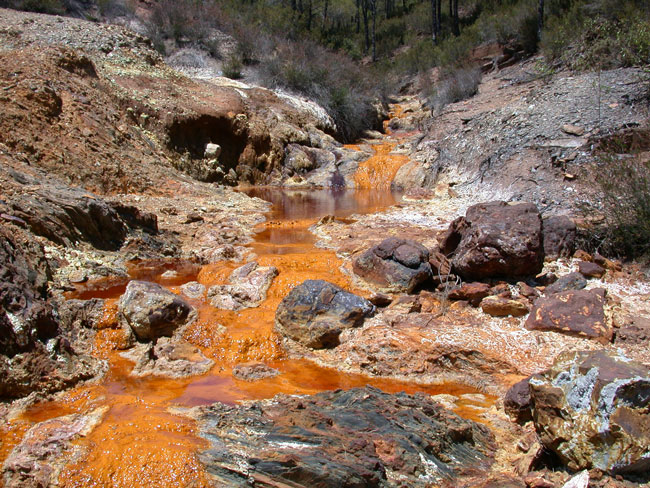
Riu Tinto, Andalusia, Espanya.

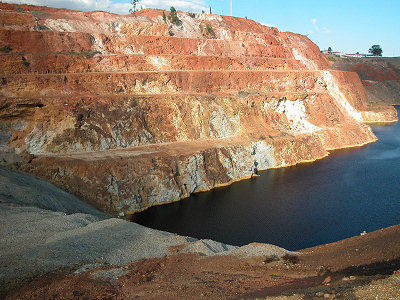
Mina São Domingos, parcialment inundada. Presenta una de les aigües més contaminades de la Faixa Pirítica Ibèrica

S'origina tant en mines subterrànies com a cel obert. Normalment en zones mineres que es troben per sota del nivell freàtic on l'aigua ha estat bombejada durant l'activitat minera. Quan la mina s'abandona, si no existeix un pla de restauració del medi adequat, l'aigua torna al seu nivell inicial i la mina queda parcialment inundada.
Un cop els sulfurs (principalment la pirita) són exposats a l'aire i l'aigua, es genera acidesa. Alguns bacteris i arqueus acceleren la descomposició dels ions metàl·lics tot i que les reaccions es generen en ambients abiòtics; aquests éssers microscòpics sovint s'anomenen extremòfils per la seva habilitat de sobreviure en condicions extremes. Acidithiobacillus ferrooxidans és un acidòfil conegut per contribuir activament a l'oxidació de la pirita en aquest tipus d'ambients.
Les mines de metalls on es genera el drenatge àcid presenten menes generalment associades a pirita. En molts casos el l'ió metàl·lic predominant pot no ser ferro i ser per exemple zinc, coure o níquel. La calcopirita, una mena de coure freqüent, sol trobar-se associada a altres sulfurs de ferro, és per això que molts casos de drenatge àcid es troben en mines de coure.

## Quimisme
La química de l'oxidació de la pirita i com a conseqüència la producció dels ions fèrrics és molt complexa. Aquesta complexitat és la culpable en molts casos de la dificultat que comporta remeiar o aturar el drenatge àcid.
Tot i que coexisteixen molts processos químics durant el drenatge àcid de roques, l'oxidació de la pirita n'és un dels principals. L'equació general per aquest subprocés és:
2FeS₂(s) + 7O₂(g) + 2H₂O(l) = 2Fe2+(aq) + 4SO₄2−(aq) + 4H+(aq)
L'oxidació del sulfur a sulfat que produeix el pas de ferro (II) a ferro (III):
4Fe2+(aq) + O₂(g) + 4H+(aq) = 4Fe3+(aq) + 2H₂O(l)
Tot i que aquestes reaccions es poden produir de manera abiòtica, solen ser catalitzades per microorganismes. Els cations fèrrics produïts poden oxidar pirita de forma addicional i reduir-se a ions ferrosos:
FeS₂(s) + 14Fe3+(aq) + 8H₂O(l) = 15Fe2+(aq) + 2SO₄2−(aq) + 16H+(aq)

## Efectes
Els efectes que el drenatge de mina provoca són principalment una baixada remarcable del pH, que pot presentar valors menors de 3,6. La concentració de ferro i la disminució del pH tenyeixen els rius de color grana, vermell, taronja o groc. Un dels principals problemes és la contaminació en metalls o elements traça com ara el coure, el plom, l'arsènic, el manganès o l'alumini; aquests metalls poden ser dissolts a l'aigua a conseqüència del baix pH que aquesta presenta